# レイチェル・アダムズ
レイチェル・アダムズ（Rachael Adams、1990年6月3日 - ）は、アメリカ合衆国の元女子バレーボール選手。ポジションはミドルブロッカー。元アメリカ合衆国代表。

## 来歴
オハイオ州シンシナティ出身。
2013年、アメリカ合衆国代表に初選出される。同年6月のパンアメリカンカップで代表デビューし、レギュラーとして活躍し優勝を果たした。同年のFIVBワールドグランプリに出場した。
2014年、モントルーバレーマスターズでベストサーバー賞を受賞した。同年10月の世界選手権で金メダルを獲得した。
2016年、ワールドグランプリで銀メダルを獲得し、自身もベストミドルブロッカー賞を受賞した。同年8月のリオ五輪で銅メダルを獲得した。

## 人物・エピソード
- 2022年6月、プロバスケットボール選手で当時B.LEAGUEのアルバルク東京に在籍していたアレックス・カークと結婚[5]。2024年8月、第1子出産[6]。

## 球歴
- オリンピック - 2016年
- 世界選手権 - 2014年（金メダル）、2018年
- グラチャン - 2017年
- ワールドグランプリ - 2013年、2014年、2016年
- パンアメリカンカップ - 2013年
- 北中米選手権 - 2015年

## 受賞歴
- 2014年 モントルーバレーマスターズ ベストサーバー賞
- 2016年 ワールドグランプリ ベストミドルブロッカー賞
- 2017年 2016/17欧州チャンピオンズリーグ ベストミドルブロッカー賞

## 所属クラブ
- テキサス大学オースティン校（2008-2011年）
- Pałac Bydgoszcz|Pałac Bydgoszcz（2012-2013年）
- MKS Dąbrowa Górnicza（2013-2014年）
- イモコ・コネリアーノ（2014-2015年）
- エジザージュバシュ（2015-2018年）
- モンツァ（2018-2020年）
- Aydın Büyükşehir Belediyespor（2020-2021年）
- オザスコ（2021年）